# Mezinárodní letiště São Paulo-Guarulhos
Mezinárodní letiště São Paulo-Guarulhos je největší a nejfrekventovanější letiště v Brazílii, druhé největší letiště na jižní polokouli (větší už je jen Letiště Sydney) a 66. na světě. Podle průzkumů časopisu Forbes je třetí na světě v počtu zpožděných letů. Nachází se ve státě São Paulo, ve městě Guarulhos 25 km od města Sao Paulo a zaujímá plochu 14 km². Skládá se ze dvou terminálů a 260 Check-in přepážkami, které pracují 24 hodin denně. Létá na a z něj 33 aerolinií do 23 zemí a více než 100 měst, zatím nejpozději (3. května 2009) sem začaly létat i Izraelské aerolinie El Al. V roce 2007 na letišti přistál Airbus A380, největší komerční letadlo světa.

## Galerie

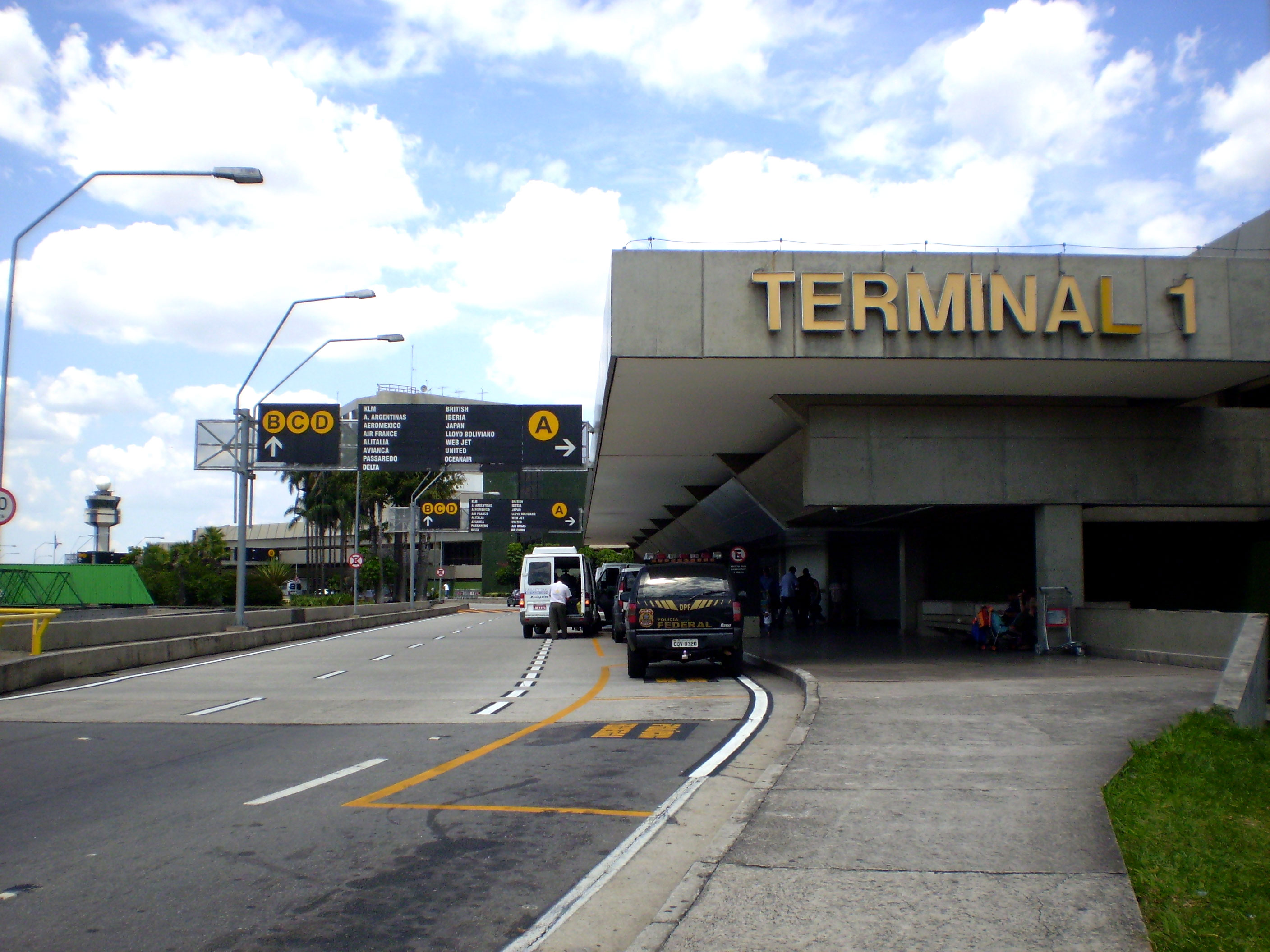
Terminal 1 (TPS1) zvenku
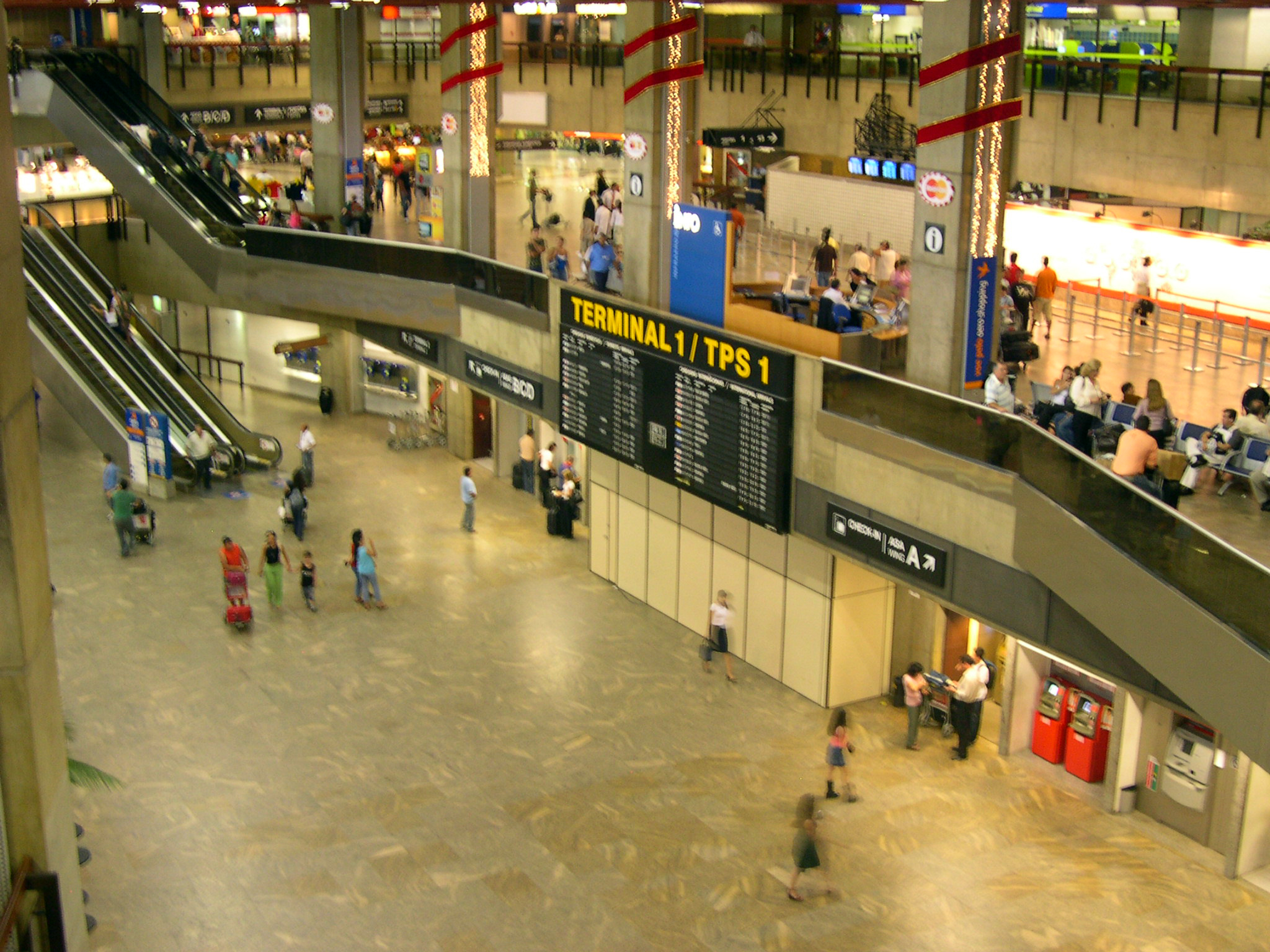
TPS1 zevnitř
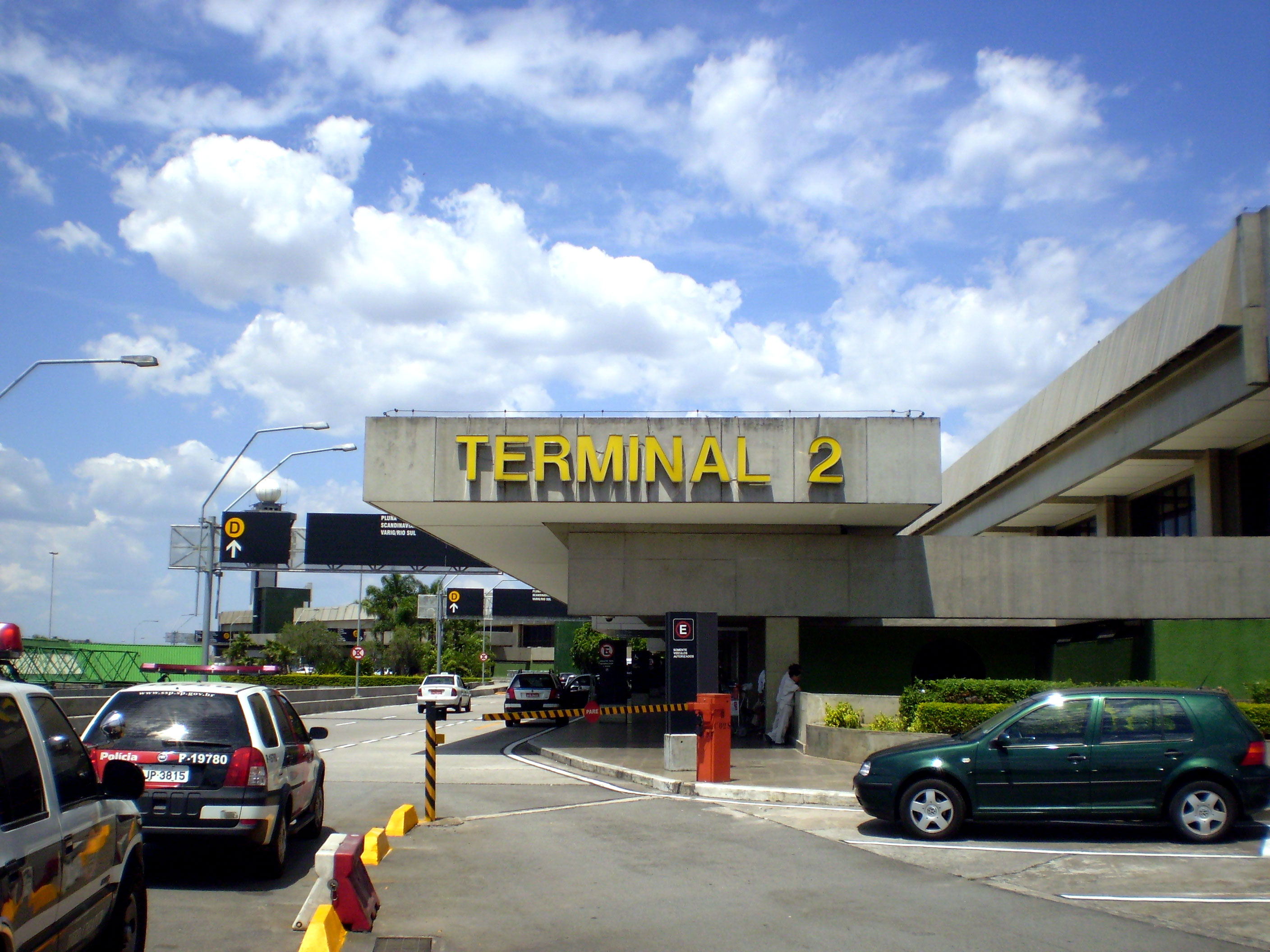
Terminal 2 (TPS2) zvenku
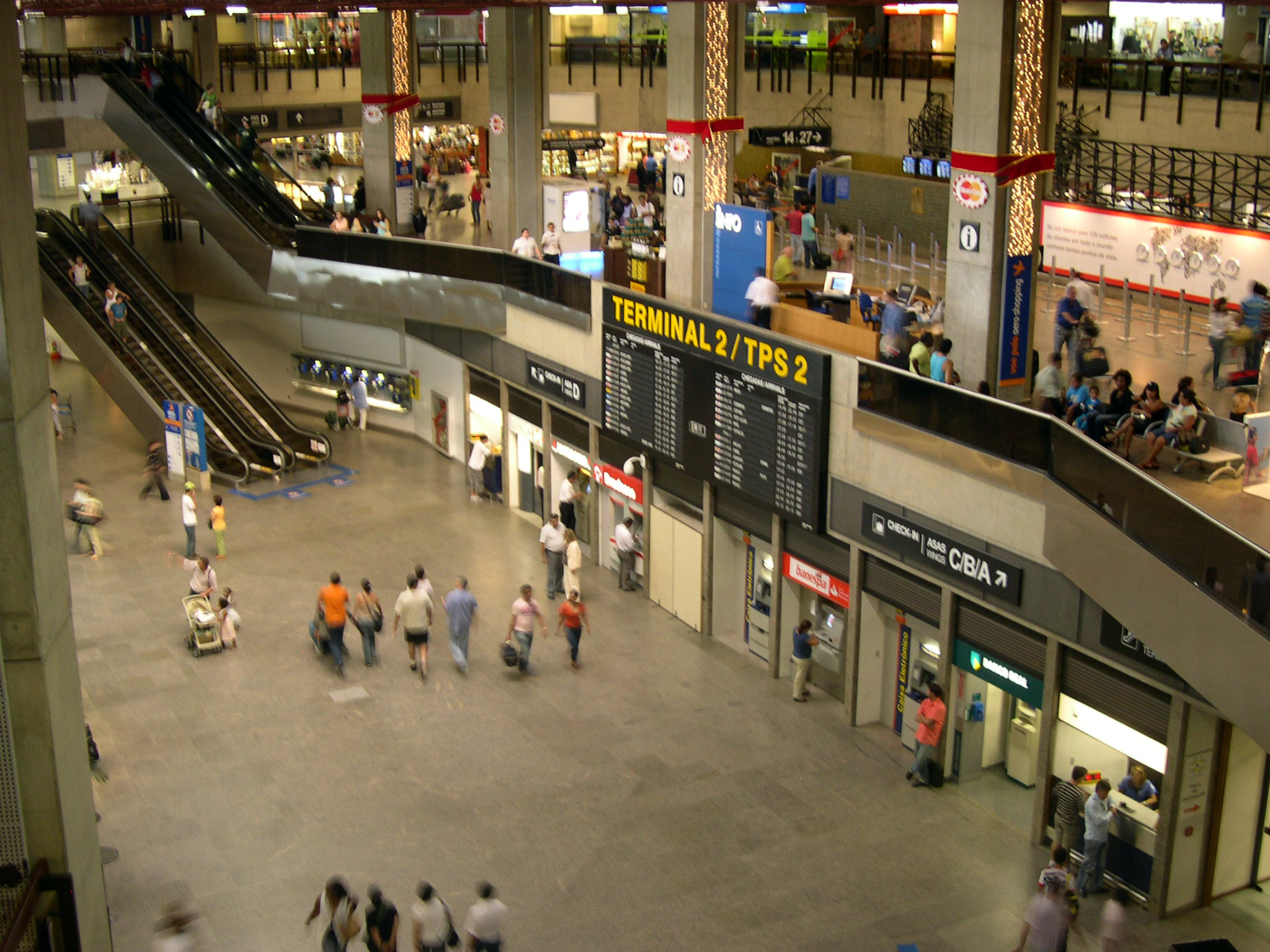
TPS2 - zevnitř
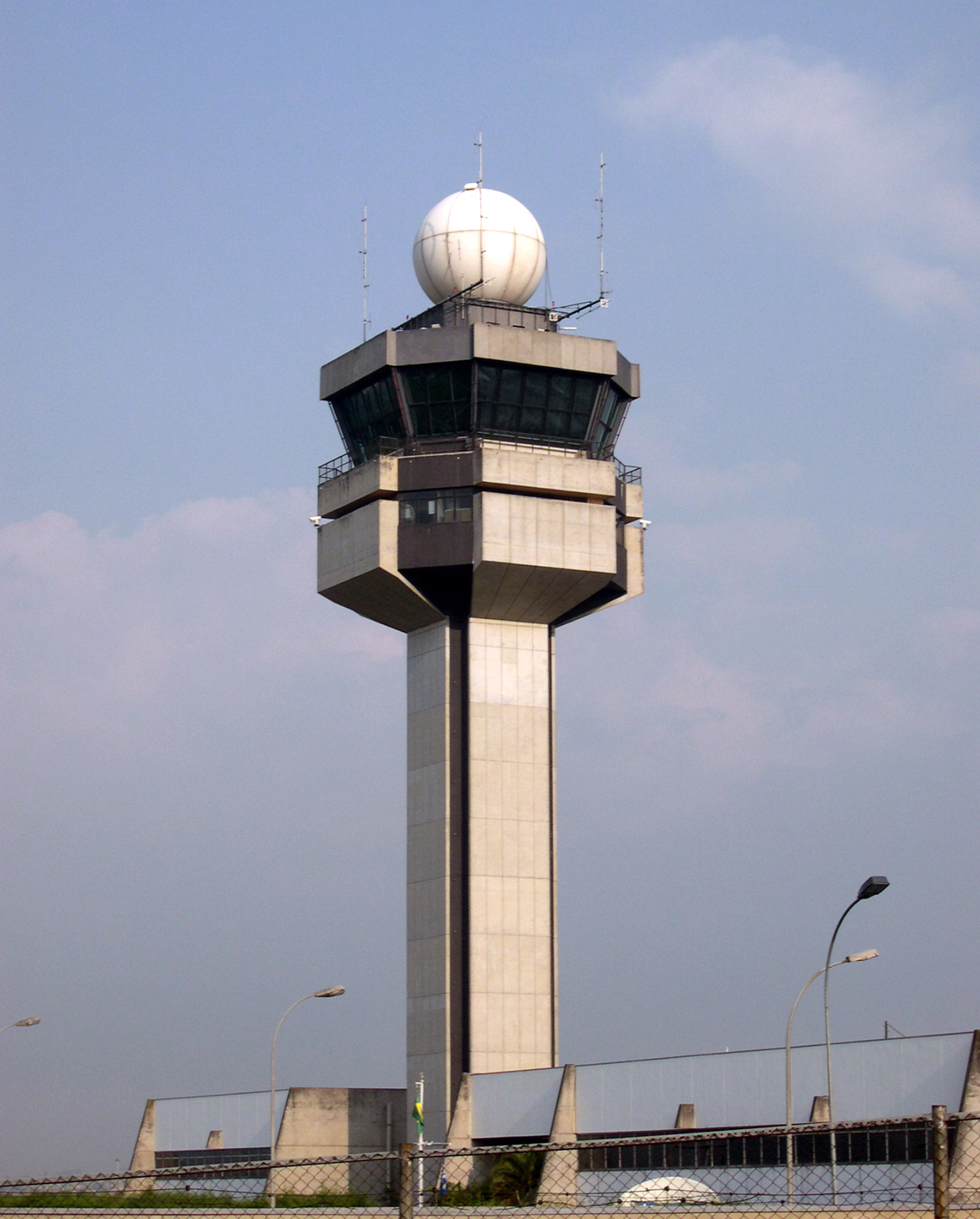
Kontrolní věž